# Суаньпань

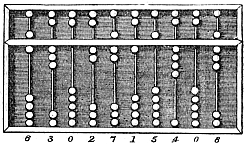
Суаньпань

Представление чисел на счётах суаньпань

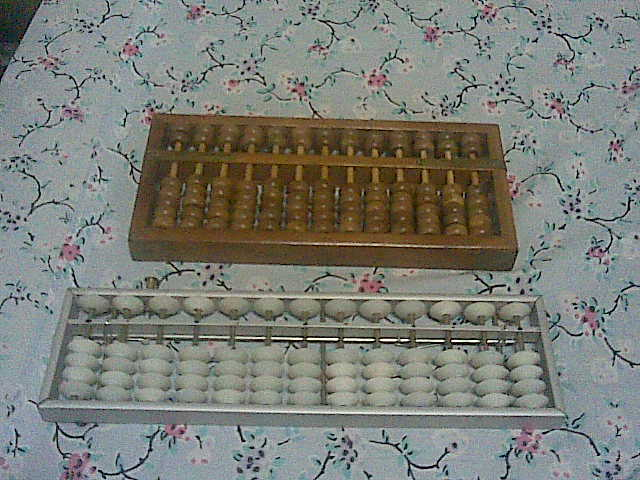
Китайский и японский варианты суаньпань

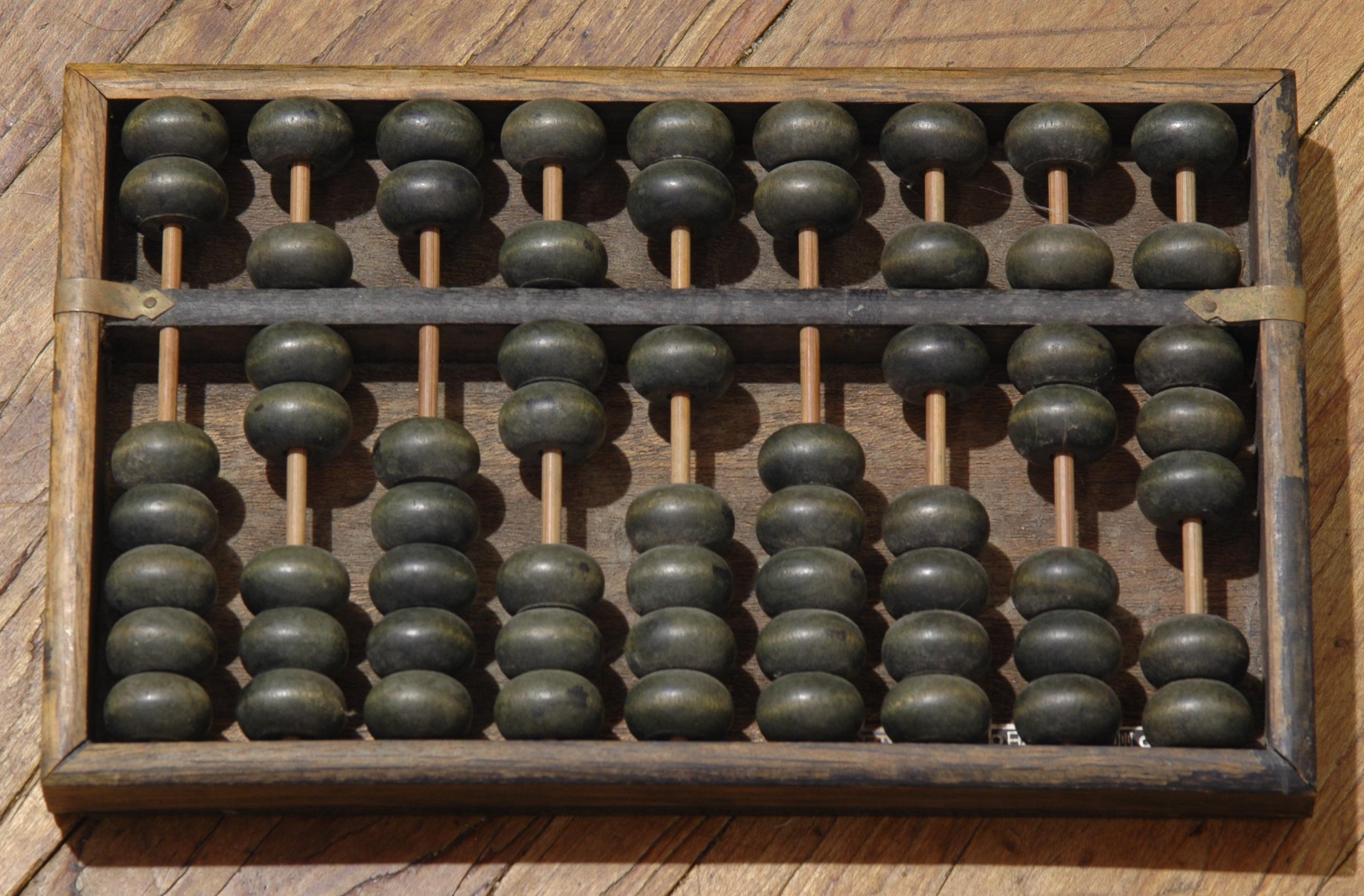
Китайский абак

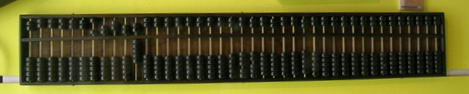
Расширенная версия суаньпаня

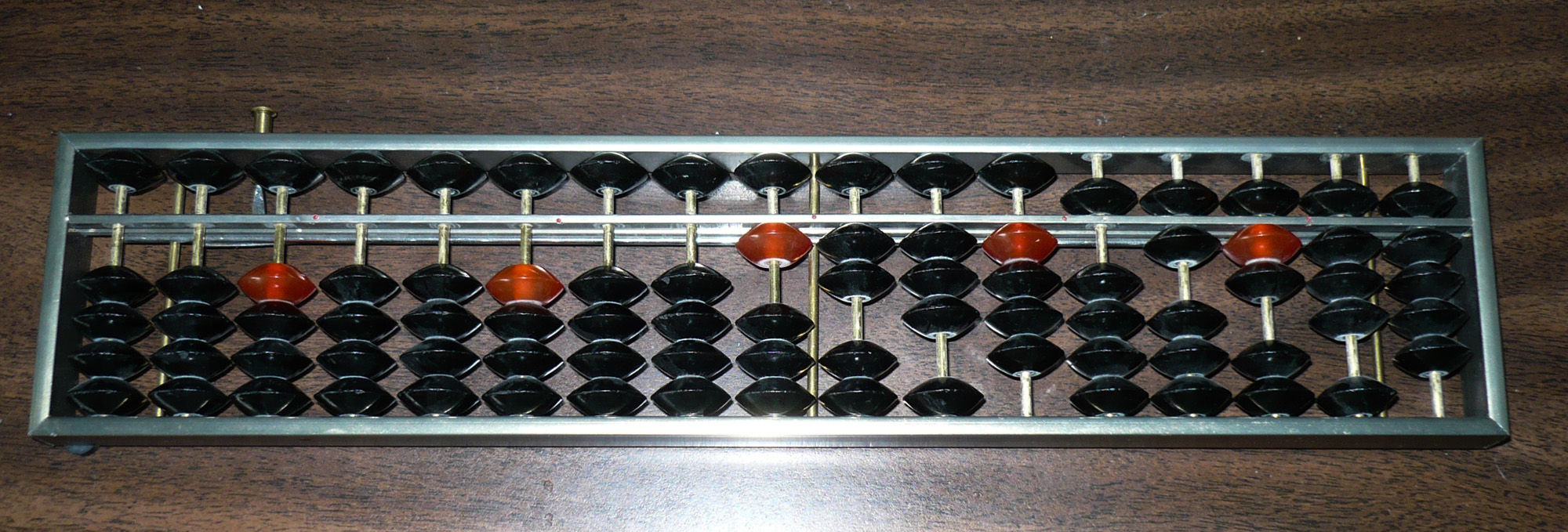
Современный суаньпань (соробан) 4 + 1 с кнопкой очистки разрядов

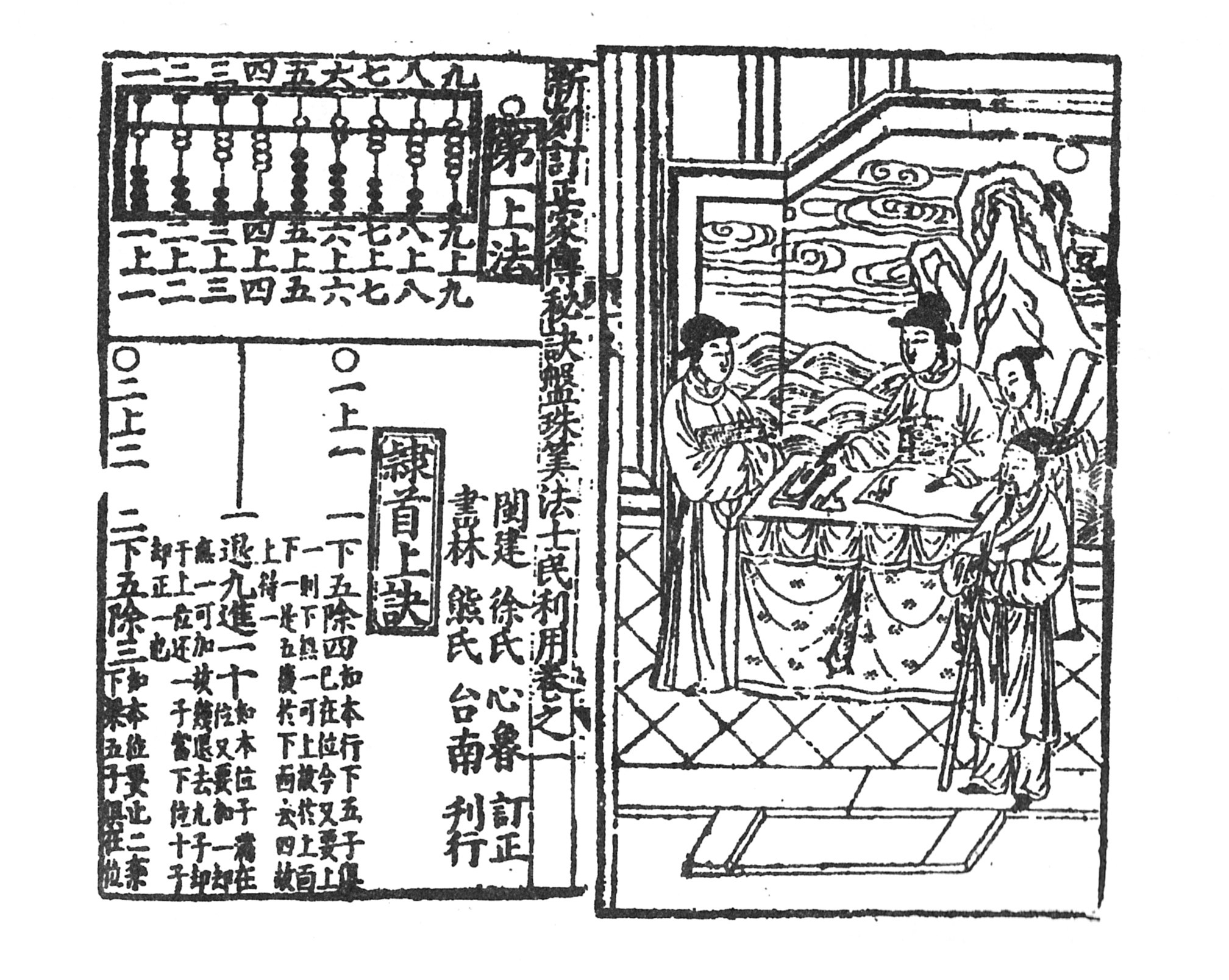
Суаньпань 1573 года в стиле династии Мин

Суаньпань (иногда неточно суан-пан; кит. трад. 算盤, упр. 算盘, пиньинь suànpán) — китайская семикосточковая разновидность абака (Счёты).

## История
Впервые упоминается в книге «Шушу цзии» (数术记遗) Сюй Юэ (徐岳) (190 год). Современный тип этого счётного прибора был создан позднее, по-видимому, в XII столетии. Раннее изображение суаньпаня приведено в иллюстрированном древнекитайском букваре (кит. упр. 魁本对相四言), датируемом 1371 годом.
Китайцы разработали изощрённую технику работы на счётной доске. Их методы позволяли быстро производить над числами все 4 арифметические операции, а также извлекать квадратные и кубические корни.

## Описание
Суаньпань представляет собой прямоугольную раму, в которой параллельно друг другу протянуты проволоки или верёвки числом от девяти и более. Перпендикулярно этому направлению суаньпань перегорожен на две неравные части. В большом отделении («земля») на каждой проволоке нанизано по пять шариков (косточек), в меньшем («небо») — по два. Проволоки соответствуют десятичным разрядам.
Суаньпань изготовлялись всевозможных размеров, вплоть до самых миниатюрных — в коллекции Перельмана имелся привезённый из Китая экземпляр в 17 мм длины и 8 мм ширины.

## Система счисления в китайском суаньпане
В китайском суаньпане применяется позиционная десятичная система счисления с двухразрядной (две руки) позиционной пятиричной (пять пальцев на руке) системой счисления внутри каждого разряда с унарным кодированием числа единиц в унарнопятиричном (пять косточек) разряде и в унарнодвоичном (две косточки) разрядах.